# Alain Maury
| 3838 Epona       | 27 novembre 1986  |
| 4404 Enirac      | 2 aprile 1987     |
| 4482 Frèrebasile | 1º settembre 1986 |
| 4558 Janesick    | 12 luglio 1988    |
| 5370 Taranis     | 2 settembre 1986  |
| 11284 Belenus    | 21 gennaio 1990   |
| 21001 Trogrlic   | 1º aprile 1987    |
| 120452 Schombert | 6 luglio 1988     |
| 152188 Morricone | 27 agosto 2005    |

Alain J. Maury (Pompey, 1958) è un astronomo francese.
Il Minor Planet Center gli accredita la scoperta di nove asteroidi, effettuate tra il 1986 e il 2005, di cui due in cooperazione con Franco Mallia e Jean Mueller. Tra questi si annoverano l'asteroide Apollo 3838 Epona e gli asteroidi Amor 11284 Belenus e 5370 Taranis.
Ha inoltre scoperto le comete periodiche 115P/Maury e C/2021 J1 Maury-Attard e le non periodiche C/1988 C1 Maury-Phinney e C/2021 X1 Maury-Attard.
Ha partecipato al programma di ricerca OCA-DLR Asteroid Survey (ODAS), che ha scoperto molti altri asteroidi durante i suoi 30 mesi di vita.
Gli è stato dedicato l'asteroide 3780 Maury.